# ديك دي غروت
ديك دي غروت (بالهولندية: Dick de Groot)‏ هو فنان ورسام هولندي، ولد في 1920، وتوفي في 20 يوليو 2019.